# Constantia van Nieulandt
Constantia van Nieulandt (Antwerpen, circa 1611 - Antwerpen, circa 1657), ook Constancia van Nieulandt, Constancia van Utrecht-Nieulandt of Constancia van Utrecht genoemd, was een Vlaamse schilderes. Haar vader was de schilder Willem van Nieuwlandt, haar moeder heette Anna Pieters Hustaert.
Op 5 september 1628 trouwde Van Nieulandt met de schilder Adriaen van Utrecht. Ze schilderde vruchten- en bloemstillevens en werkte veelal vanuit het atelier van haar man. Ze maakte schilderijen van haar man gedeeltelijk of geheel na en maakte variaties op zijn werk. Daarnaast schreef ze poëzie.
Het echtpaar kreeg 12 kinderen.